# Mahbouba Seraj
Mahbouba Seraj, född 1948, är en afghansk journalist och kvinnorättsaktivist.
Efter 26 år i exil i USA återvände hon till Afghanistan år 2003 och är sedan dess bosatt i Kabul. Hon arbetar för barns hälsa, utbildning, kampen mot korruption och att stärka offer för våld i nära relationer. Seraj är grundare av Afghan Women's Network, en paraplyorganisation som stöder kvinnoorganisationer i Afghanistan.
År 2021 listade Time henne som en av världens 100 inflytelserikaste personer.